# STS-6
STS-6 fue una misión del programa STS de la NASA que usaba el Challenger por primera vez, lanzado el 4 de abril de 1983. Ésta era la sexta misión del transbordador, y era la primera misión para el Transbordador espacial Challenger. La misión despegó en el complejo de lanzamiento 39-A, y aterrizó en la base aérea de Edwads.

## Tripulación
- Paul J. Weitz (2), Comandante
- Karol J. Bobko (1), Piloto
- Donald H. Peterson (1), Especialista de la misión
- F. Story Musgrave (1), Especialista de la misión

(1) número de vuelos espaciales hechos por cada miembro de la tripulación, hasta la fecha inclusive esta misión.

## Parámetros de la Misión
- Masa:
  - Perigeo: 288 km
  - Apogeo: 295 km
- Inclinación: 28.5°
- Período: 90.4 minutos

### Actividades Extravehiculares
- Musgrave y Peterson  - EVA 1
- Inicio de la EVA 1: 7 de abril de 1983, 21:05 UTC
- Fin de La EVA 1: 8 de abril, 01:15 UTC
- Duración: 4 horas, 10 minutos

## Objetivos de la misión
El 4 de abril de 1983 la misión STS-6 del Challenger, quitada en 1:30 P. m. EST. Era el primer uso de un tanque externo ligero nuevo y de cubiertas ligeras del SRB.
La misión estaba programada originalmente para el lanzamiento al 30 de enero de 1983. Sin embargo, un escape de hidrógeno en uno de los motores principales fue descubierto. Más adelante, después de una falla de los motores principales durante la preparación del vuelo el 25 de enero de 1983, grietas en las líneas de combustible fueron encontradas en los otros dos motores. Un motor de repuesto substituyó el motor por el escape del hidrógeno y los otros dos motores fueron quitados, reparados y reinstalados.
Mientras tanto, cuando las reparaciones del motor estaban en curso, una tormenta severa causó la contaminación del cargamento primario de la misión, el satélite (TDRS), mientras que estaba en el cuarto de la carga útil sobre la estructura de servicio rotativa en la plataforma de lanzamiento. Esto significó que el satélite tuvo que ser llevado de nuevo a su taller de comprobación, donde fue limpiado y vuelto a inspeccionar. El cuarto de la carga útil y la bahía de la carga útil también tuvieron que ser limpiados.
La misión STS-6 arribó con cuatro astronautas, estos son -- Paul J. Weitz, comandante; Karol J. Bobko, piloto; Donald H. Petersone Musgrave, ambos especialistas de la misión. Usando juegos nuevos del espacio diseñó específicamente para el transbordador, Peterson y Musgrave logró con éxito la primera actividad extravehicular del programa (EVA), realizando varias pruebas en la bahía de la carga útil. Su caminata del espacio duró por 4 horas, 17 minutos.
Aunque las 5.000 libras de peso del satélite. TDRS fue desplegado con éxito del Challenger, su cohete acelerador de dos etapas, la etapa superior del interino (IUS), cerró temprano, colocando el satélite en una órbita elíptica baja. Afortunadamente, el satélite contuvo el propulsor adicional más allá de cuál era necesario para sus empujadores del sistema de control de la actitud, y durante los varios meses próximos encendieron a los empujadores en los intervalos cuidadosamente previstos que movían gradualmente TDRS-l en su órbita de funcionamiento geosincrónica, así que ahorró el satélite de $ 100 millones de dólares
El otro cargo STS-6 incluyó tres frascos del GAS y continuaciones del reactor del látex de Monodisperse y de los experimentos de flujo continuo del Electrophoresis.
El Challenger regresó a la tierra el 9 de abril de 1983 a las 10:53 de la mañana PST, aterrizando en la pista 22 en Edwards AFB. Terminó 80 órbitas, viajando 2 millones de millas en 5 días, 23 minutos, 42 segundos. Fue enviado de nuevo al KSC el 16 de abril de 1983.

## Insignia de la misión
Las seis estrellas blancas en el campo azul superior del logotipo de la misión dicen la designación numérica del vuelo en la secuencia del Transbordador espacial.